# 피봇 애니메이터
피봇 애니메이터(Pivot Animator, 과거 이름: Pivot Stickfigure Animator, 간단히 피봇/Pivot)는 사용자가 막대인간과 스프라이트 애니메이션을 만들어서 웹 페이지에 적합한 움직이는 GIF 포맷이나 AVI 포맷(피봇 애니메이터 3 이상)으로 저장할 수 있게 하는 프리웨어 애플리케이션이다.
피봇은 몇 가지 기능들을 갖춘 사용하기 쉬운 단순한 인터페이스를 갖추고 있다. 고정 길이 막대를 사용하여 애니메이션 중에 크기 균일성을 보장한다.

## 개발

피봇으로 만든 막대인간 애니메이션.

### 첫 릴리스
최초 버전의 피봇 애니메이터는 소프트웨어 버그가 일부 있었다. 막대인간은 기본 막대인간인 한 종류로 제한되었다. 애니메이션은 .PIV(피봇 프로젝트 파일)로 저장하거나 동영상 GIF 포맷으로 내보낼 수 있었다. 사용자들은 애니메이션 저장 시 이미지 최적화, 압축, 크기 조절을 위한 옵션을 제공받았다.

### 피봇 4.1
피봇 4.1 베타는 2013년 1월 2일 출시되어 여러 새로운 기능들이 포함되었다.
- 피겨 투명도
- 확장된 캔버스 영역
- 피겨 다중 선택 및 편집
- Ctrl 키를 사용하여 세그먼트 확장
- Alt 키를 사용하여 회전 및 크기 조절
- 이미지 기반 피겨 및 배경 선택자
- 피겨 빌더에서 세그먼트를 2개로 나눔
- 프레임 복사 및 붙여넣기
- 개선된 GIF 내보내기 옵션과 품질
- AVI 동영상 내보내기
- 조인 피겨 툴
- 스프라이트 및 배경을 위한 PNG 지원
- 단축키
- 다중 언어 및 번역 작성 기능
- 다중 프레임 어니언(onion) 스킨
- 실행 취소 / 다시 시도
- 피겨 로드 중에 STK 파일의 그림 미리보기

## 같이 보기
- 2차원 애니메이션 소프트웨어 목록